# Qualificazioni al campionato mondiale di calcio 1978
107 squadre partecipano alle qualificazioni per il Campionato mondiale di calcio 1978 per un totale di 16 posti disponibili per la fase finale. È l'ultimo mondiale con 16 squadre nella fase finale (dalla successiva edizione saranno 24). L'Argentina (come paese ospitante) e la Germania Ovest (come campione in carica) sono qualificate automaticamente, lasciando così solo 14 posti per la fase finale.
I 16 posti disponibili per la Coppa del Mondo 1978 sono suddivisi tra le confederazioni nei seguenti modi:
- Europa (UEFA): 9,5 posti, di cui uno già occupato dalla Germania Ovest; gli altri 8,5 posti sono contesi da 31 squadre. La peggiore prima classificata si qualifica allo Spareggio UEFA-CONMEBOL.
- Sud America (CONMEBOL): 3,5 posti, di cui uno già occupato dall'Argentina; gli altri 2,5 posti sono contesi da 9 squadre. La terza classificata si qualifica allo Spareggio UEFA-CONMEBOL.
- Nord America, Centro America e Caraibi (CONCACAF): 1 posto, conteso da 17 squadre.
- Africa (CAF): 1 posto, conteso da 26 squadre.
- Asia (AFC) e Oceania (OFC): 1 posto, conteso da 22 squadre.

95 squadre hanno giocato almeno una partita di qualificazione; le partite giocate sono state 252, con 723 gol segnati (con una media di 2,87 a partita).

## Zone continentali
UEFA
Gruppo 1 -  Polonia qualificata.
Gruppo 2 -  Italia qualificata.
Gruppo 3 -  Austria qualificata.
Gruppo 4 -  Paesi Bassi qualificata.
Gruppo 5 -  Francia qualificata.
Gruppo 6 -  Svezia qualificata.
Gruppo 7 -  Scozia qualificata.
Gruppo 8 -  Spagna qualificata.
Gruppo 9 -  Ungheria qualificata allo Spareggio UEFA-CONMEBOL.
CONMEBOL
 Brasile e  Perù qualificate.
 Bolivia qualificata allo Spareggio UEFA-CONMEBOL.
CONCACAF
 Messico qualificata.
CAF
 Tunisia qualificata.
AFC e OFC
 Iran qualificata.

## Spareggi intercontinentali
Incontri di andata e ritorno, il vincitore si qualifica.

### Spareggio UEFA-CONMEBOL
| Data             | Luogo    | Squadra 1 | Risultato | Squadra 2 |
| ---------------- | -------- | --------- | --------- | --------- |
| 29 ottobre 1977  | Budapest | Ungheria  | 6 - 0     | Bolivia   |
| 30 novembre 1977 | La Paz   | Bolivia   | 2 - 3     | Ungheria  |

 Ungheria qualificata.

## Squadre qualificate

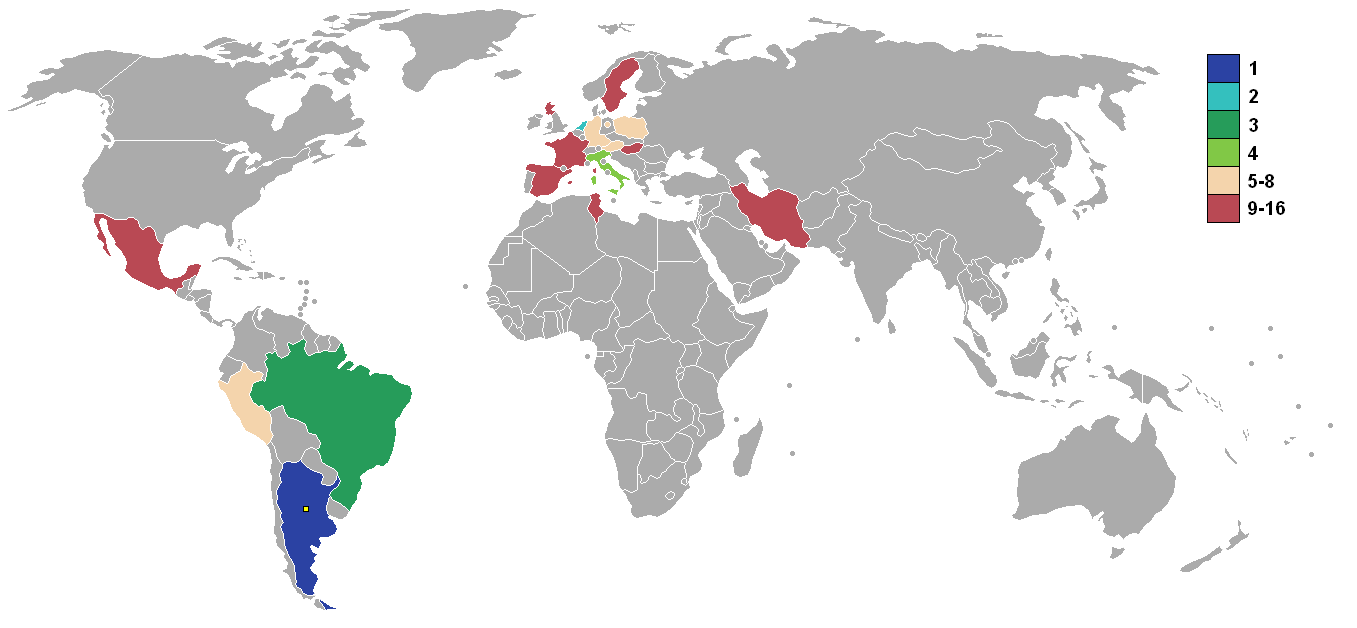
Squadre qualificate

| Squadra        | Numero di presenze | Numero di presenze consecutive | Ultima apparizione |
| -------------- | ------------------ | ------------------------------ | ------------------ |
| Argentina      | 7                  | 2                              | 1974               |
| Austria        | 4                  | 1                              | 1958               |
| Brasile        | 11                 | 11                             | 1974               |
| Francia        | 7                  | 1                              | 1966               |
| Germania Ovest | 9                  | 7                              | 1974               |
| Iran           | 1                  | 1                              | esordiente         |
| Italia         | 9                  | 5                              | 1974               |
| Messico        | 8                  | 1                              | 1970               |
| Paesi Bassi    | 4                  | 2                              | 1974               |
| Perù           | 3                  | 1                              | 1970               |
| Polonia        | 3                  | 2                              | 1974               |
| Scozia         | 4                  | 2                              | 1974               |
| Spagna         | 5                  | 1                              | 1966               |
| Svezia         | 7                  | 3                              | 1974               |
| Tunisia        | 1                  | 1                              | esordiente         |
| Ungheria       | 7                  | 1                              | 1966               |

## Dati rilevanti
- Per la prima volta parteciparono più di 100 squadre alle qualificazioni per una coppa del mondo.
- Data la difficoltà delle qualificazioni, solo 14 posti per quasi 100 nazioni, dall'edizione seguente i posti a disposizione furono aumentati a 24.
- La Tunisia vinse contro il Marocco ai calci di rigore, e per la prima volta furono quindi i rigori a decidere un posto per il mondiale.